# آلبرتو مولیرو
آلبرتو مولیرو (انگلیسی: Alberto Moleiro؛ زادهٔ ۳۰ سپتامبر ۲۰۰۳) بازیکن فوتبال اهل اسپانیا است که در حال حاضر برای باشگاه فوتبال لاس پالماس بازی می‌کند. 
وی همچنین در تیم‌های ملی فوتبال زیر ۱۹ سال اسپانیا و زیر ۲۱ سال اسپانیا بازی کرده است.